# Hockelrain
Der Hockelrain ist mit 515,4 m ü. NHN der zweithöchste Berg des Dün im Obereichsfeld im Nordwesten Thüringens.

## Geographie
Er befindet sich innerhalb des Naturparks Eichsfeld-Hainich-Werratal im westlichen Teil des Dün, in den Gemarkungen von Kreuzebra, Beuren und Kallmerode ungefähr 10 km östlich von Heilbad Heiligenstadt und 4 km nordwestlich von Dingelstädt.
Während das Bergplateau und seine südlichen Abhänge überwiegend landwirtschaftlich genutzt werden, sind seine nördlichen Ausläufer an der Schichtstufe des Dün, wie der Winterberg (511 m) mit dem Hopfenberg (503,1 m) und Die Hölle (498 m), bewaldet. Über den südlichen Abhang führt die Gemeindestraße als Einbahnstraße von Kreuzebra nach Kallmerode.
Vom Hockelrain hat man einen weiten Rundblick über die Höhen des Eichsfeldes, bis zum Harz mit dem Brocken im Norden, den Inselsberg im Süden und den Hohen Meißner im Westen.
Der Nordrand der Kuppe des Hockelrains bildet eine kleine Schichtstufe zwischen Oberen und Mittleren Muschelkalk. Der Winterberg und die Schichtstufe das Dün werden von Schichten des Unteren Muschelkalkes gebildet. Nach Süden flacht sich das Plateau etwas ab und leitet mit der Kreuzebraer Höhe (484,4 m) zu den Höhen des Oberen Eichsfeldes über.

## Sonstiges

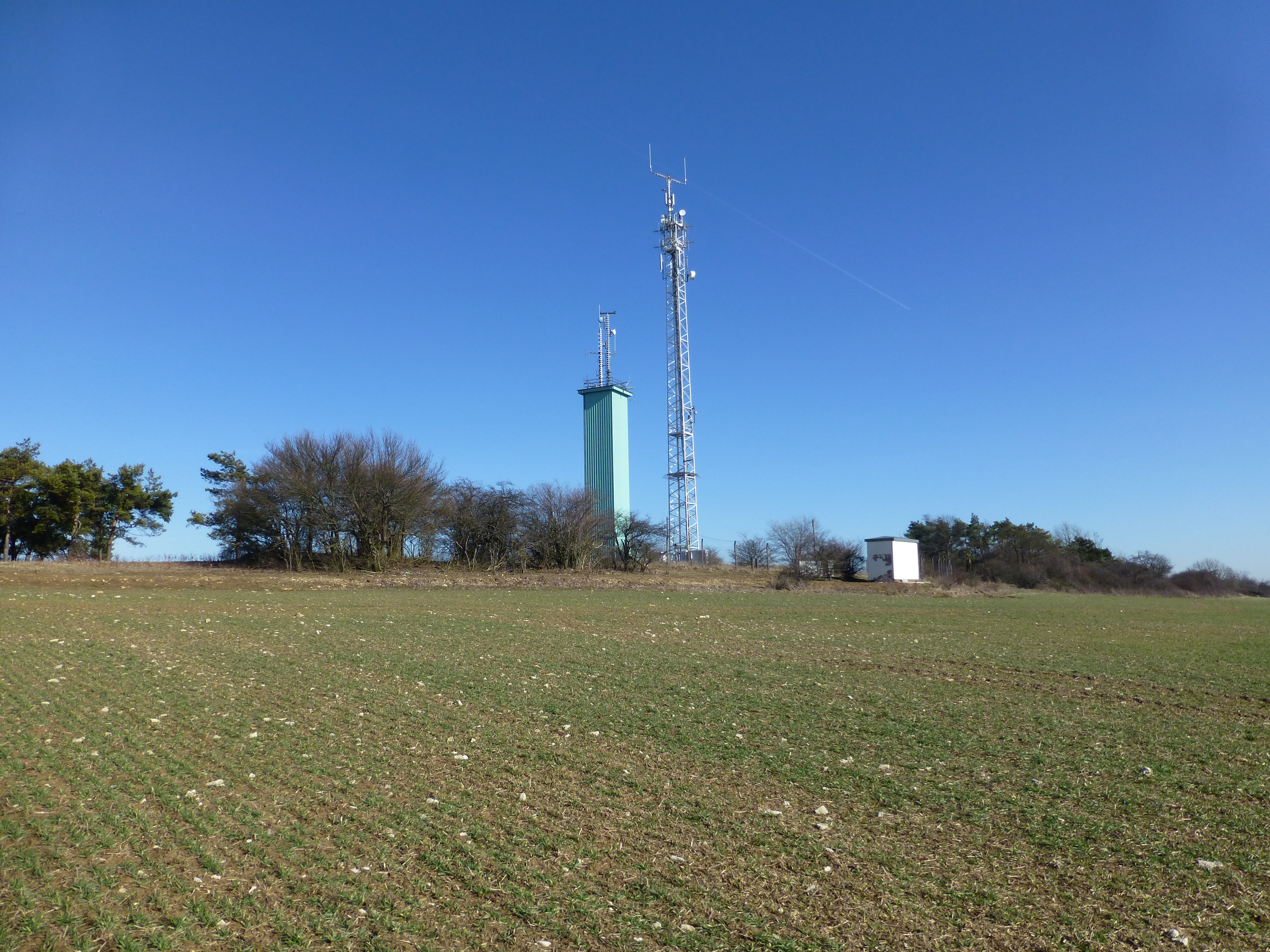
Sendeanlagen auf dem Hockelrain

Wegen seiner exponierten Lage befindet sich auf dem Berg ein Sendemast und ein Funkmast. Für Wanderer und Skilangläufer gibt es eine kleine Schutzhütte.

## Geschichtliches
Südöstlich von der Kuppe des Hockelraines in der Gegend des oberen Hockelgrundes, der als Graben in Richtung Dingelstädt verläuft, soll sich im Mittelalter eine Ansiedlung befunden haben. Der Ort ist unter verschiedenen Namen bekannt, unter anderem Hohkühle, Huckelrain, Hokule und Hoquisse. Ob die Erwähnung eines Dorfes Culaha im Jahr 1134 diesen Ort betrifft oder das weiter südlich gelegene Küllstedt, ist nicht eindeutig zu klären. 1227 verkauften bzw. tauschten Albert von Bodenstein und seine Neffen 18 oder 19 Hufen Land an das östlich gelegene Kloster Reifenstein. Zwei Jahre später tauchen das Kloster Reifenstein und das Kloster Beuren Güter in Hokülle. Graf Heinrich von Gleichenstein entzieht die Reifensteiner Güter in Hohküle und Undankhausen dem Scharfensteiner Vogt und unterstellt sie dem Gleichensteiner Gerichtsbezirk.
1359 überlässt der Abt des Klosters Reifenstein seinem Konvent Gefälle in Hokulle und weiteren Orten. Wann und warum der Ort aufgegeben wurde, ist nicht bekannt, vermutlich sind die Bewohner nach Dingelstädt übergesiedelt, denn 1675 gehen die Steuern nach Dingelstedt. Weitere Wüstungsorte in unmittelbarer Nachbarschaft nördlich von Dingelstädt sind Undankhausen, Herzwinkel und Wirkeshagen.
Im 17. Jahrhundert wurde die Ortslage nochmals mehrfach im Zusammenhang mit den Grenzlagen der Ämter Gleichenstein, Rusteberg und den Scharfensteiner Ländereien, wo sich auch ein Knick befunden haben soll (Dingelstädter Geney). Dabei wurden dann auch der Hokülrain, Hockelrain und die Huckelberge genannt.